# Martin Hanus
Martin Hanus (* 19. května 1976 Bohumín) je český fotbalový útočník, který od jara 2020 působí v týmu TJ PILANA Zborovice. Žije v Bohumíně.
Je čtvrtým nejlepším střelcem v historii MSFL (hraje se od 1991/92) se 103 brankami (aktuální po skončení sezony 2022/23). Byl prvním, kdo vstřelil v MSFL 100 a více branek – viz Rekordy MSFL. V naší nejvyšší soutěži nestartoval.

## Klubová kariéra
Bohumínský rodák prošel všemi mládežnickými kategoriemi TJ ŽD Bohumín. Na vojně hrál Hanácký župní přebor za Spartak VTJ Lipník nad Bečvou. Poté se vrátil do mateřského Bohumína, v jehož dresu také v sezoně 1996/97 vstřelil svou první branku v MSFL. Dále působil ve Vratimově (MSFL) a Hlučíně (Slezský župní přebor, Divize E, MSFL a 2. liga). V letech 2009 – 2010 hrál v maltském klubu Victoria Hotspurs. Na podzim 2009 nastupoval za Fotbal Fulnek, ten se však ze soutěže odhlásil a jeho výsledky byly anulovány. Po definitivním návratu z Malty na podzim 2010 pomáhal v Přeboru Moravskoslezského kraje rodnému Bohumínu, od jara 2011 byl zpět v Hlučíně.
Ve druhé lize odehrál 91 utkání, vstřelil 14 branek, vše za Hlučín. V MSFL dal 1 branku za Bohumín, dalších 15 za Vratimov a 87 za Hlučín. V sezonách 2013/14 a 2014/15 se stal v MSFL nejlepším střelcem ročníku. V období 2004 – 2015 dal tento kanonýr za Hlučín rovných 100 branek ve druhé a třetí lize, dalších 69 přidal v zápasech Slezského župního přeboru (2001/02) a Divize E (2002/03 a 2003/04).
Od konce srpna 2015 působil na střídavý start z FC Hlučín v jihomoravském klubu TJ Sokol Lanžhot. Poprvé za Lanžhot nastoupil v neděli 23. srpna 2015 v rámci 3. kola Přeboru Jihomoravského kraje a vstřelil obě branky domácích při prohře 2:6 s Moravskou Slavií Brno. V prvních 7 utkáních za Lanžhot pokaždé skóroval, vstřelil postupně 2 branky Morendě (3. kolo, prohra 2:6), dvě Novosedlům (5. kolo, výhra 4:2), všechny tři Rousínovu (7. kolo, výhra 3:1), dvě v Ráječku (8. kolo, výhra 5:2), jednu Bosonohám (9. kolo, 1:1 – branku Bosonoh dal Richard Dostálek), obě v Boskovicích (10. kolo, prohra 2:3) a jednu Moravskému Krumlovu (11. kolo, výhra 4:0). Branku nedal až v 8. startu v rámci 13. kola Ivančicím, Lanžhotští i tak zvítězili 3:2. V 17. (posledním podzimním) kole vstřelil jedinou branku domácích, kteří však prohráli s Dostou Bystrc 1:2.
Na podzim 2015 dal v lanžhotském dresu 14 branek v 9 startech, za Hlučín nastupoval převážně jako střídající hráč ve druhých poločasech, v 15 podzimních startech v MSFL neskóroval. Na jaře 2016 nastoupil za Hlučín v MSFL dvakrát a vstřelil jednu branku. V sobotu 19. března 2016 uzavřel v 88. minutě skóre domácího zápasu proti MSK Břeclav (výhra 4:1), naposledy nastoupil v neděli 27. března 2016 v Uničově (prohra 1:3).
Na jaře 2016 hostoval v divizním FK Hodonín, kde v 10 zápasech zaznamenal 7 branek.
Od sezony 2016/17 nastupoval za MFK Kravaře v I. A třídě Moravskoslezského kraje – sk. A (6. nejvyšší soutěž). V sezoně 2016/17 odehrál všech 26 zápasů a vstřelil 14 branek, v sezoně 2017/18 zasáhl do 14 zápasů, v nichž se trefil čtyřikrát. Od 10. ledna 2018 byl opět hráčem FK Bospor Bohumín (2017/18: 13/6, 2018/19: 27/8). Na podzim 2019 nastupoval v Divizi F za 1. BFK Frýdlant nad Ostravicí. Od 23. ledna 2020 je hráčem TJ PILANA Zborovice, za který v sezoně 2022/23 nastupuje v I. A třídě Zlínského kraje (6. nejvyšší soutěž).

## Bilance v domácí 2. a 3. lize
Zdroje: 
| Ročník                                 | Zápasy | Góly | Klub               |
| -------------------------------------- | ------ | ---- | ------------------ |
| Moravskoslezská fotbalová liga 1996/97 | –      | 1    | TJ ŽD Bohumín      |
| Moravskoslezská fotbalová liga 1998/99 | –      | 8    | TJ Biocel Vratimov |
| Moravskoslezská fotbalová liga 1999/00 | –      | 2    | TJ Biocel Vratimov |
| Moravskoslezská fotbalová liga 2000/01 | –      | 5    | TJ Biocel Vratimov |
| Moravskoslezská fotbalová liga 2004/05 | –      | 13   | FC Hlučín          |
| 2. česká fotbalová liga 2005/06        | 29     | 4    | FC Hlučín          |
| 2. česká fotbalová liga 2006/07        | 23     | 8    | FC Hlučín          |
| 2. česká fotbalová liga 2007/08        | 26     | 1    | FC Hlučín          |
| Moravskoslezská fotbalová liga 2008/09 | –      | 6    | FC Hlučín          |
| Moravskoslezská fotbalová liga 2009/10 | –      | –    | Fotbal Fulnek      |
| 2. česká fotbalová liga 2010/11        | 13     | 1    | FC Hlučín          |
| Moravskoslezská fotbalová liga 2011/12 | –      | 16   | FC Hlučín          |
| Moravskoslezská fotbalová liga 2012/13 | –      | 18   | FC Hlučín          |
| Moravskoslezská fotbalová liga 2013/14 | 30     | 15   | FC Hlučín          |
| Moravskoslezská fotbalová liga 2014/15 | 30     | 18   | FC Hlučín          |
| Moravskoslezská fotbalová liga 2015/16 | 17     | 1    | FC Hlučín          |
| CELKEM 2. LIGA                         | 91     | 14   |                    |
| CELKEM MSFL                            | –      | 103  |                    |